# Râul Moara Dracului, Falcău
Râul Moara Dracului este un curs de apă, unul din cele două brațe care formează râul Falcău. 

## Hărți
- Harta Munții Tarcău  Arhivat în 22 februarie 2010, la Wayback Machine.